# Nobody's Home (pesem, Avril Lavigne)
»Nobody's Home« je pesem Avril Lavigne. Izšla je kot tretji singl z njenega drugega glasbenega albuma, Under My Skin. Kitaro je ob snemanju pesmi igral Daniel Stern, produciral jo je Don Gilmore, napisala pa sta jo Avril Lavigne in bivši kitarist glasbene skupine Evanescence in njen takratni bližnji prijatelj Ben Moody. Pesem »Nobody's Home« je »rock balada« s post-grunge usmerjenimi toni, ima pa počasnejši ritem od večine pesmi z albuma Under My Skin. Pesem so vključili tudi na kompilacijo Totally Hits 2005. Ena od pesmi, izdanih kot B-stran singla »Nobody's Home«, »I Always Get What I Want«, je 24. oktobra 2004 izšla na iTunesu.
V vprašalniku radia AOL so pesem »Nobody's Home« izglasovali za sedmo najboljšo pesem Avril Lavigne.

## Videospot
Videospot za pesem »Nobody's Home« so posneli med 29. in 30. julijem 2004 v Los Angelesu, Kalifornija, režirala pa ga je Diane Martel. Videospot se je premierno predvajal 30. oktobra 2004 v MTV-jevi oddaji Total Request Live.
V videospotu Avril Lavigne igra brezdomno najstnico, ki se s prijateljico znajde na cesti. Dejala je, da je bilo snemanje videospota zabavno, med snemanjem pa je bila oblečena v razbarvane kavbojke in nosila črno lasuljo. Kasneje se v videospotu prikaže tudi bolj eleganta Avril Lavigne z dolgimi, skodranimi lasmi, oblečena v obleko, ki pesem zapoje ob spremljavi orkestra.
Kasneje se v videospotu za pesem »Nobody's Home« ponovno pokaže izločena, brezdomna Avril Lavigne, ki se poskuša spraviti s ceste. Pokliče svojo mamo, vendar odloži telefon. V nadaljevanju videospota se brezdomka umije v kopalnici v neki trgovini. Da bi zaslužila denar, na ulicah prične igrati kitaro. Na koncu videospota se dekle med velikim nalivom trudi vlomiti v parkirane avtomobile in nazadnje naleti na odklenjen avtomobil. Ko pride v avtomobil, ji po licu spolzi solza. Nazadnje se obrne in odide.